# الشرطة السرية البروسية
الشرطة السرية البروسية (بالألمانية: Preußische Geheimpolizei)‏ كانت وكالة الشرطة السياسية في ولاية بروسيا الألمانية في القرن التاسع عشر وأوائل القرن العشرين.
في عام 1851، تم تأسيس اتحاد الشرطة بالولايات الألمانية من قبل قوات الشرطة في النمسا وبروسيا وبافاريا وساكسونيا وهانوفر وبادن وفورتمبيرغ. تم تنظيمها خصيصًا لقمع المعارضة السياسية في أعقاب ثورات عام 1848 التي انتشرت في جميع أنحاء ألمانيا. على مدار الخمسة عشر عامًا التالية، عقد الاتحاد اجتماعات سنوية لتبادل المعلومات. تم تعيين كارل لودفيغ فريدريش فون هينكيليدي، مفوض شرطة برلين، من قبل الملك فريدريش فيلهلم الرابع في 16 نوفمبر، 1848. وكان من المقرر أن يثبت أنه شخصية رئيسية في تطوير الشرطة السرية في بروسيا وكذلك الاتحاد بأكمله. بحلول عام 1854 ، وبفضل علاقته الوثيقة بالملك، تم تعيينه Generalpolizeidirektor (المدير العام للشرطة). أسس فون هينكيلي الشرطة السياسية في برلين وقام بتطوير كتالوج معلومات بروسي عن المعارضين السياسيين، مع التركيز على الثوريين المشاركين في ثورات 1848. لكن بما أنه رأى باريس ولندن كمركزين للمكائد السياسية، فقد كان حريصًا على تنظيم أعمال الشرطة للمعارضين السياسيين خارج حدود الولايات الوطنية.